# Három szabó legények
Ez a szócikk a népdalról szól. Nem tévesztendő össze a Három szabólegények című tévéjátékkal!
A Három szabó legények kezdetű magyar népdalt Sándor Emma (Kodály Zoltán felesége) gyűjtötte Sümegen 1918-ban. A dal valószínűleg német eredetű.
Feldolgozás:
| Szerző            | Mire                | Mű                           |
| ----------------- | ------------------- | ---------------------------- |
| Vásárhelyi Zoltán | két egynemű szólam  | Erdő-mező, 21. kotta         |
| Ludvig József     | ének, gitárakkordok | Kis kacsa fürdik…, 15. oldal |

## Kotta és dallam
| Három szabó legények, mek, mek, mek, elindultak szegények, mek, mek, mek, elindultak Micskére, hej, mek, mek, mek, mek, három ült egy kecskére.         | Mikor Micskére értek, mek, mek, mek, egy kocsmába betértek, mek, mek, mek, megittak egy icce bort, hej, mek, mek, mek, mek, lemosni az útiport. |
| Kifizetni nem tudták, mek, mek, mek, szorult rajtuk a nadrág, mek, mek, mek, mind a három legénynek, hej, mek, mek, mek, mek, két krajcárja szegénynek. | |

## Felvételek
- Három szabó legényke: Gyerekdal, rajzfilm gyerekeknek. Gyerekdalok (2013. október 1.)  (Hozzáférés: 2016. augusztus 29.) (videó)
- Három szabólegények. Szabó Gyula  YouTube (2012. szeptember 8.)  (Hozzáférés: 2016. augusztus 29.) (audió)